# Argentinië op de Olympische Winterspelen 1976
Tijdens de Olympische Winterspelen van 1976 die in Innsbruck werden gehouden nam Argentinië deel met acht sporters. Er werden geen medailles veroverd, de 31e plaats van Luis Rosenkjer op de afdaling in het alpineskiën was de beste prestatie van de Argentijnse atleten tijdens deze Winterspelen.

## Prestaties van alle deelnemers

### Alpineskiën
| Olympiër                | Discipline       | Resultaat | Prestatie                                              |
| ----------------------- | ---------------- | --------- | ------------------------------------------------------ |
| Walter Dei Vecchi       | slalom (m)       | DNF-1     | run 1: opgave                                          |
| Carlos Alberto Martínez | afdaling (m)     | 47e       | 1.54,62 (+8,89)                                        |
| Carlos Alberto Martínez | reuzenslalom (m) | DNF-2     | run 1: run 2: opgave                                   |
| Carlos Alberto Martínez | slalom (m)       | DNF-2     | run 1: run 2: opgave                                   |
| Juan Angel Olivieri     | afdaling (m)     | 39e       | 1.52,76 (+7,03)                                        |
| Juan Angel Olivieri     | reuzenslalom (m) | DNF-2     | run 1: run 2: opgave                                   |
| Juan Angel Olivieri     | slalom (m)       | DNF-2     | run 1: run 2: opgave                                   |
| Adrián Roncallo         | afdaling (m)     | DNF       | opgave                                                 |
| Adrián Roncallo         | reuzenslalom (m) | 42e       | run 1: 2.00,16 run 2: 2.00,46 totaal: 4.00,62 (+33,65) |
| Luis Rosenkjer          | afdaling (m)     | 31e       | 1.50,87 (+5,14)                                        |
| Luis Rosenkjer          | reuzenslalom (m) | 32e       | run 1: 1.53,98 run 2: 1.54,18 totaal: 3.48,16 (+21,19) |
| Luis Rosenkjer          | slalom (m)       | DNF-1     | run 1: opgave                                          |

### Langlaufen
| Olympiër            | Discipline | Resultaat | Prestatie              |
| ------------------- | ---------- | --------- | ---------------------- |
| Marcos Luis Jerman  | 15 km (m)  | 71e       | 53.43,34 (+9.44,87)    |
| Marcos Luis Jerman  | 30 km (m)  | 65e       | 1:50.06,99 (+19.37,61) |
| Martín Tomás Jerman | 15 km (m)  | 74e       | 1:00.07,39 (+16.08,92) |
| Matías José Jerman  | 15 km (m)  | DNF       | opgave                 |

Andorra · Argentinië · Australië · België · Bondsrepubliek Duitsland · Bulgarije · Canada · Chili · Duitse Democratische Republiek · Finland · Frankrijk · Griekenland · Groot-Brittannië · Hongarije · IJsland · Iran · Italië · Japan · Joegoslavië · Libanon · Liechtenstein · Nederland · Nieuw-Zeeland · Noorwegen · Oostenrijk · Polen · Roemenië · San Marino · Sovjet-Unie · Spanje · Taiwan · Tsjecho-Slowakije · Turkije · Verenigde Staten · Zuid-Korea · Zweden · Zwitserland